# Henryk Fros
Henryk Fros, né le 18 janvier 1922 à  Rybnik (Pologne) et décédé le 24 avril 1998 à Cracovie (Pologne), était un prêtre jésuite polonais, théologien, hagiographe et médiéviste. Il est membre de la Société des Bollandistes.

## Biographie
Encore jeune (et comme scout) Henryk participe à la campagne de défense de la Pologne en septembre 1939. Fait prisonnier et emmené en Union soviétique, il parvient à s’évader lors du voyage.
Le 12 septembre 1940 Henryk Fros entre dans la Compagnie de Jésus, durant l’occupation allemande de la Pologne. Après son noviciat il étudie la philosophie à Nowy Sącz. A la fin de sa formation spirituelle et académique il est ordonné prêtre le 16 avril 1950. Le père Fros est ensuite nommé au théologat de Cracovie où il dirige la bibliothèque, enseigne le français, donne les Exercices spirituels et s’occupe des publications de la faculté.
De 1979 à 1989 Henryk Fros se trouve à Bruxelles où il est associé à la Société des Bollandistes, le premier non-belge à en être membre. Il y est un des éditeurs des Analecta Bollandiana et publie en 1986 le supplément de la Bibliotheca hagiographica latina.
De retour en Pologne, et jusqu’en 1992, le père Fros dirige la revue Polonica w historiografii współczesnej.(la 'Pologne dans l’historiographie contemporaine'), et contribue à de nombreuses revues scientifiques.
Le père Fros meurt à Cracovie le 24 avril 1998.

## Écrits
(d'après la Wikipedia polonaise) :
- Twoje imię. Przewodnik hagiograficzno-onomastyczny, Kraków 1976 (wspólnie z Franciszkiem Sową).
- Wprowadzenie do mszy o świętych, Warszawa 1980-1982.
- Martyrologim, Warszawa 1984.
- Bibliothecae Hagiographicae Latinae Supplementum, Bruxelles, 1986.
- Święci doby współczesnej, Kraków 1991.
- Wspomnienie świętych na każdy dzień roku, Kraków 1992.
- Święci i błogosławieni Towarzystwa Jezusowego, Kraków 1992.
- Pamiętajcie o mieszkańcach nieba – Kult świętych w dziejach liturgii, Tarnów 1994.
- Księga imion i świętych (wspólnie z Franciszkiem Sową).